# Галия Комата
Галия Комата (Gallia Comata) e част от римската провинция Галия.
Завладяна е от Юлий Цезар през 51 пр.н.е.
През 44/43 пр.н.е. проконсул-управител е Луций Мунаций Планк с легат Гай Фурний.